# Takahashi (Okayama)
Takahashi (japanisch 高梁市, -shi (Stadt); Takahashi-Stadt) ist eine Stadt in der japanischen Präfektur Okayama.

## Geographie
Takahashi liegt westlich von Okayama und östlich von Hiroshima.

## Geschichte
Die Stadt Takahashi wurde am 1. Mai 1954 gegründet.

## Sehenswürdigkeiten
- Burg Matsuyama (Matsuyama-jō)

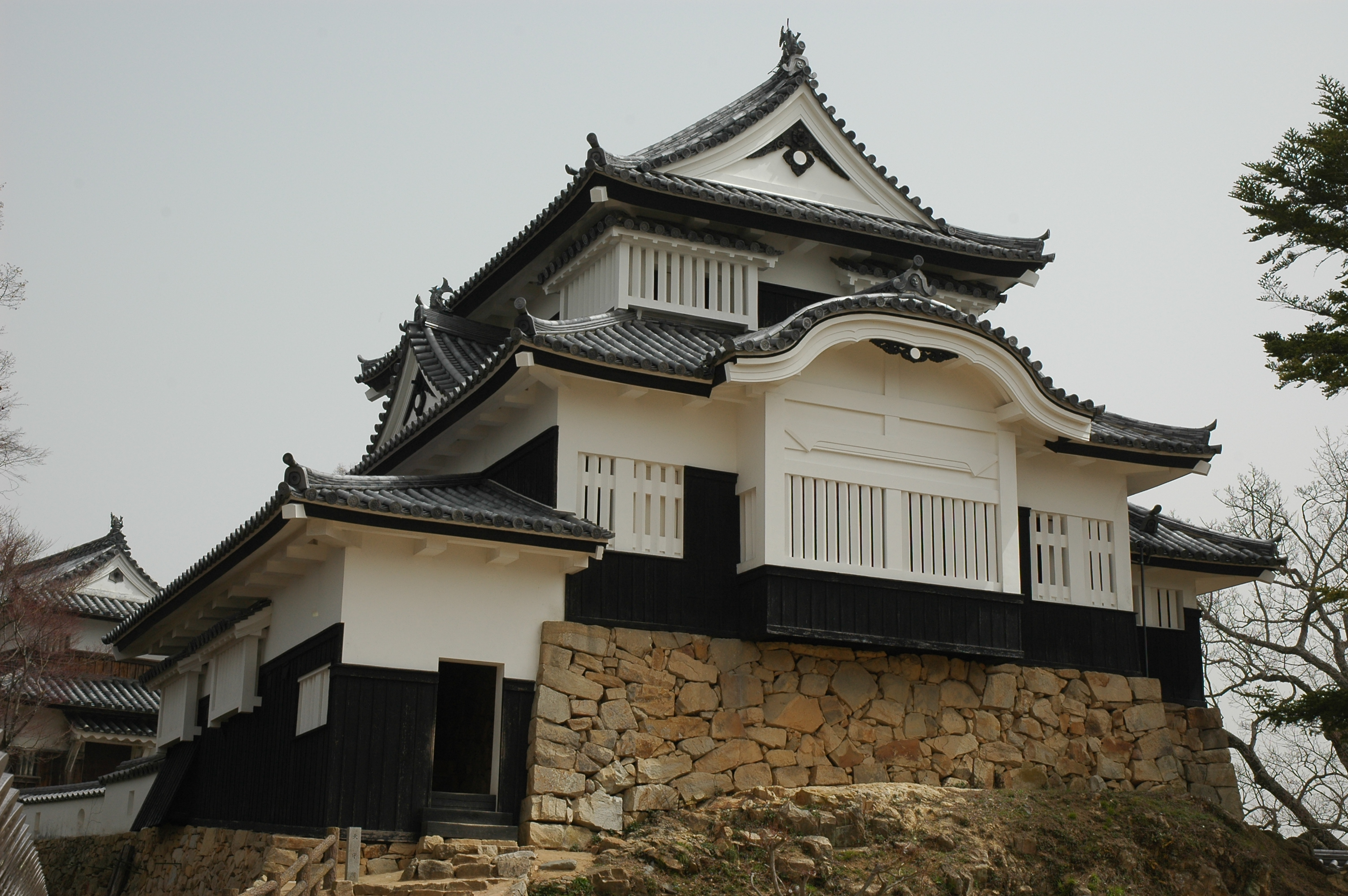
Burg Matsuyama

- Kunstmuseum Nariwa-chō (成羽町美術館, Nariwa-chō bijitsukan)
- Bengala-kan (ベンガラ館, Bengara-kan): Manufaktur in der ab 1703 Bengala – ein roter Farbstoff – hergestellt wurde.
- Sasaune-Tunnel (笹畝坑道, Sasaune-kōdō) der Yoshioka-Kupfermine (吉岡銅山, Yoshioka-dōzan)
- Raikyū-ji-Tempel (頼久寺)

## Verkehr
- Straße:
  - Okayama-Autobahn
  - Nationalstraßen 180, 313, 484
- Zug:
  - JR Hakubi-Linie: nach Kurashiki und Yonago

## Angrenzende Städte und Gemeinden
- Präfektur Okayama
  - Maniwa
  - Sōja
  - Ibara
  - Niimi
  - Kibi-chūō
- Präfektur Hiroshima
  - Shobara
  - Jinsekikōgen

## Söhne und Töchter der Stadt
- Akira Miyawaki (1928–2021), Pflanzensoziologe
- Ami Saito (* 1999), Sprinterin